# R-27 (missile air-air)
Pour les articles homonymes, voir R27.
Cet article traite d'un missile air-air employé par les avions soviétiques. Pour le missile balistique, voir R-27 Zyb.

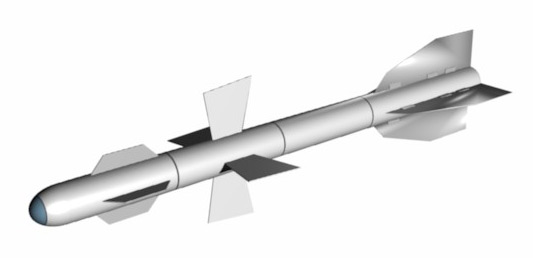
Représentation du R-27 T

Le Vympel R-27, désigné par l'OTAN AA-10 « Alamo », est un missile air-air à moyenne/longue portée, développé en Union soviétique. Considéré comme l'équivalent russe des dernières versions de l'AIM-7 Sparrow, ses ressemblances sont toutefois limitées car, à l'inverse de ce dernier, il propose une très large variété d'autodirecteurs et ses distances d'engagement sont généralement supérieures.
Il est toujours en service à l'heure actuelle, dans les forces russes et les armées des états de la CEI.

## Caractéristiques
Le R-27, aussi désigné en interne « Izdeliye-470 » (objet-470), est principalement employé par les chasseurs soviétiques MiG-29 et Su-27, et certaines des versions les plus récentes du MiG-23 peuvent aussi en être équipées, tels les MiG-23MLD. D'autres appareils sont également prévus pour l'employer, et il peut être adapté à de nombreux autres, sur demande à la firme Tactical Missiles Corporation, en respectant tout de même un minimum les caractéristiques d'origine du constructeur.
Entré en service en 1985 pour équiper les chasseurs MiG-29 et Su-27, le R-27 est capable d'engager des cibles avec ou sans pilote, aussi bien à longue distance que dans des combats rapprochés sous forts facteurs de charge. Pouvant être employé individuellement ou par un groupe d'avions, il peut intercepter des cibles en mouvement dans plusieurs directions, supportant des accélérations latérales jusqu'à 8 g,. Tous ces engagements peuvent être effectués au-dessus de l'eau ou du sol sans le moindre problème, grâce à une bonne résistance aux échos parasites, et il peut également être tiré dans n'importe quelles conditions météo.
Il est doté d'une configuration aérodynamique à plans « canards » et est équipé de quatre surfaces aérodynamiques arrangées selon une disposition cruciforme, au milieu du fuselage. Ces gouvernes, de forme « papillon », permettent d'employer les mêmes surfaces pour contrôler à la fois le tangage et le lacet du missile, tout en lui apportant une importante stabilité en roulis. Chacune est dotée d'un circuit de commande hydraulique indépendant, et un accumulateur hydraulique fournit une pression hydraulique constante et élevée. Les plans canards sont montés en avant de ces gouvernes. Lorsque l'autodirecteur du missile est changé par un autre modèle, les canards sont remplacés par d'autres de taille différente, afin de conserver les caractéristiques d'équilibre naturel du missile. Lors du tir, le missile peut être largué depuis les pylônes d'emport du fuselage APU-470 (aviacionnaja puskovaja ustanovka) ou éjecté par les rails lanceurs de bout d'ailes AKU-470 (aviacionnaja katapultnaja ustanovka),,.
Ce missile est fabriqué en quatre versions différentes : R-27T guidée par infrarouge, R-27R guidée par radar semi-actif, R-27P à radar passif et R-27A guidée par radar actif, toutes ces versions étant assemblées en Russie ou en Ukraine.
Le R-27R est équipé d'un autodirecteur à radar semi-actif, associé à une fusée de proximité à effet Doppler, une fusée à contact et une charge militaire à expansion annulaire, constituée de câbles d'acier enroulés autour de la charge explosive principale. Il est guidé vers sa cible grâce à un dispositif de navigation proportionnelle employant deux modules distincts. Le premier, une centrale inertielle, guide le missile jusqu'à la moitié de son parcours, avec des mises à jour radio en cours de vol, tandis que le deuxième, le radar, guide le missile pendant sa phase de vol terminale. Le missile peut être amené vers sa cible en suivant des trajectoires particulières, afin de créer des conditions d'approche idéales pour le capteur et le détonateur de la charge militaire. Il est capable de contourner une poche de brouillage passif (paillettes métalliques), d'être dirigé hors du lobe d'émission de son avion tireur ou d'approcher une cible à basse altitude par le dessus.
Des versions à portée étendue, désignées « long burn » par les pays de l'OTAN, sont apparues au début des années 1990. Elles sont référencées par l'ajout de la lettre « E », pour « Energeticheskaya », que l'on pourrait traduire par « portée étendue ». Elles sont généralement plus longues et dotées d'un moteur plus gros, à deux modes,, assurant une combustion plus longue.
Les versions d'exportation sont désignées par l'ajout d'un « 1 » dans leur désignation,,. Il est également fabriqué sous licence en Chine, même si cette licence fut achetée à l'Ukraine au lieu de la Russie. Ces missiles chinois sont dotés d'un autodirecteur différent, issu du missile Vympel R-77, qui fut lui aussi acquis par la Chine, cette fois-ci en ayant été acheté à la Russie.

## Carrière opérationnelle

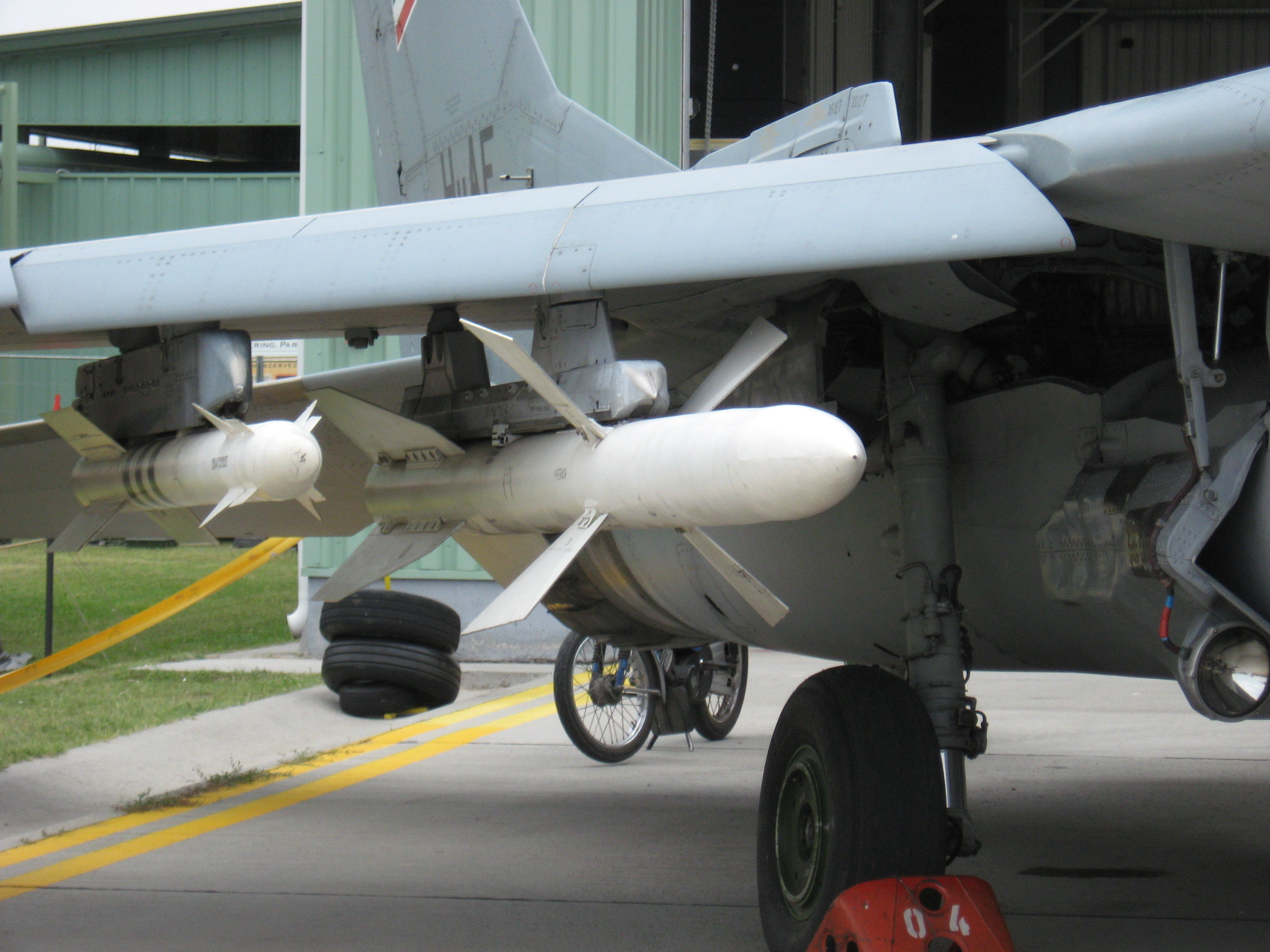
Un Vympel R-73 et un R-27R sous les ailes d'un MiG-29 de l'armée de l'air hongroise.

### Union soviétique(ensuiteRussieetCEI)
Le missile équipe les MiG-29 et Su-27 des armées de ces pays. Il est toujours en service actuellement.

### Irak
Pendant la guerre du Golfe, plusieurs sources affirmèrent que des victoires air-air irakiennes furent remportées, comme le lancement d'un missile Vympel R-27R par le pilote Khudai Hijab depuis son MiG-29, qui endommagea un B-52G au cours de la première nuit de la guerre,. Toutefois, l'US Air Force affirma au contraire que le bombardier (numéro de série 58-0248) avait en réalité été endommagé par un tir ami, un missile anti-radar AGM-88 HARM qui s'était dirigé vers le radar de contrôle de tir de l'armement de queue du B-52, le confondant probablement avec un radar terrestre ; l'avion, qui avait pu atterrir à sa base d'attache, fut ultérieurement renommé « In HARM's Way » (en anglais : « dans la trajectoire du HARM »). Les postes de tourelles-mitrailleuses défensives de tous les B-52 en service ont d'ailleurs été désactivés de façon définitive à la suite de cet incident, à partir du 1er octobre 1991.

### RF Yougoslavie
Durant la guerre du Kosovo, l'armée de Yougoslavie a transformé des R-27 en missile sol-air par ajout d'un premier étage de S-125.

### Éthiopie/Érythrée
En 1999, au cours de la guerre qui opposa l'Éthiopie à l'Érythrée, des MiG-29 érythréens engagèrent des combats contre les Su-27 éthiopiens, les appareils de chacun des deux camps étant pilotés par des mercenaires russes[réf. nécessaire].
Il y aurait eu probablement pas moins de 24 missiles R-27 tirés par les deux camps, dont un seul d'entre eux aurait atteint sa cible. Tiré par un Su-27 éthiopien, ce R-27 aurait déclenché sa charge à proximité d'un MiG-29 érythréen, suffisamment proche de lui pour qu'il ait pu s'écraser à l'atterrissage,.

## Versions
- R-27R (Alamo-A) : Version à guidage par radar semi-actif, dotée de l'autodirecteur Agat 9B-1101K[6]. Portée de tir maximale, depuis une altitude de 11 000 m et à une vitesse de Mach 1,4 : 60 km (de face), 21 km (de l'arrière). Portée de tir minimale dans les mêmes conditions : 2 km (de face), entre 500 et 600 m (de l'arrière)[1]. Portée maximale pouvant atteindre les 80 km avec des conditions favorables ;
- R-27R1 : Version d'exportation[7] ;
- R-27ER (Alamo-C) : Version à radar semi-actif à portée étendue, plus longue de 70 cm et d'un diamètre légèrement accru. Masse : 350 kg. Portée de 130 km dans des conditions optimales. Entrée en service dans les années 1990 ;
- R-27ER1 : Version d'exportation[7] ;
- R-27T (Alamo-B) : Guidage passif par infrarouge, employant la tête-chercheuse 36T[2]. D'une masse de 248 kg, il est affirmé que sa portée maximale serait de 70 km, avec des conditions favorables. Le R-27T ne possède pas de système de liaison de données, ce qui n'en fait un missile réellement utile qu'à courte portée et dans les engagements de face. Pour les engagements de l'arrière, sa portée physique réelle reste cependant un avantage important ;
- R-27ET (Alamo-D) : Version à infrarouge à portée étendue, 70 cm plus long et un peu plus large que l'ancien modèle. Portée maximale de 120 km avec des conditions favorables. Masse : 348 kg. Entrée en service en 1990. Comme son prédécesseur, il ne possède pas de liaison de données. Il emploie un autodirecteur à infrarouge dérivé du modèle MK80 équipant les missiles R-73[2] (AA-11 « Archer ») ;
- R-27P (Alamo-E) : Version antiradar, employant l'autodirecteur à radar passif Avtomatika 9B-1032 (PRGS-27), travaillant en bande X[2]. Le suffixe « P » provient de « pasivnaja » (passif)[3]. Portée de 72 km ;
- R-27P1 : Version d'exportation[4] ;
- R-27EP (Alamo-F) : Version à portée étendue du R-27P, avec une portée de près de 130 km[2]. Le R-27P/EP est le premier missile air-air antiradar au monde ;
- R-27EP1 : Version d'exportation[4] ;
- R-27A : Version à guidage par radar actif[2]. Elle emploie l'autodirecteur actif Agat 9B-1103M, dérivé du 9B-1348E équipant le R-77. Selon son constructeur, cette dernière version de l'autodirecteur utiliserait le processeur de traitement du signal TMS-320, de Texas Instruments, un processeur très largement employé dans les équipements radar occidentaux[2] ;
- R-27EA : Version à portée étendue du R-27A.

## Utilisateurs

### Anciens
- Union soviétique
- Allemagne de l'Est
- Hongrie
- Irak : 246 livrés entre 1986 et 1989[14].
- Monténégro
- République tchèque
- Roumanie
- Serbie
- Tchécoslovaquie
- ex-Yougoslavie

### Actuels
- Russie
- Algérie
- Azerbaïdjan
- Bangladesh
- Biélorussie
- Bulgarie
- Corée du Nord
- Chine
- Cuba
- Érythrée
- Éthiopie
- Inde
- Indonésie
- Iran
- Kazakhstan
- Malaisie
- Pérou
- Pologne
- Serbie
- Slovaquie
- Soudan
- Syrie
- Ukraine
- Venezuela
- Viêt Nam